# ’S Wonderful (Album)
’S Wonderful ist ein Jazzalbum von Per Møllehøj, Kirk Knuffke und Thommy Andersson. Die 2021 entstandenen Aufnahmen erschienen 2022 auf Stunt Records.

## Hintergrund
Der Gitarrist Per Møllehøj spielte mit dem Kornettisten Kirk Knuffke und dem Bassisten Thommy Andersson auf einem Kopenhagener Jazzfestival und die drei jammten anschließend weiter zusammen in der Wohnung Anderssons. Die Idee entstand, alten Jazz aus der Zeit vor 1930 zu spielen und traditionelle Kollektivimprovisation mit freien, zeitgenössischen Stilen des Jazz zu kombinieren.
Für ihr erstes gemeinsames Album entschieden sie sich für ein Repertoire, dessen Eckpunkte W. C. Handys „Beale Street Blues“ und „St. Louis Blues“, Duke Ellingtons „Just Squeeze Me (But Don’t Tease Me)“ und George Gershwins „‘S Wonderful“ ausmachen. Dazu passend fügte man Eigenkompositionen Knuffkes und Møllehøjs ein, die in etwa den Geist des New Orleans Jazz der 1910er und 1920er Jahre nachempfinden.

## Titelliste

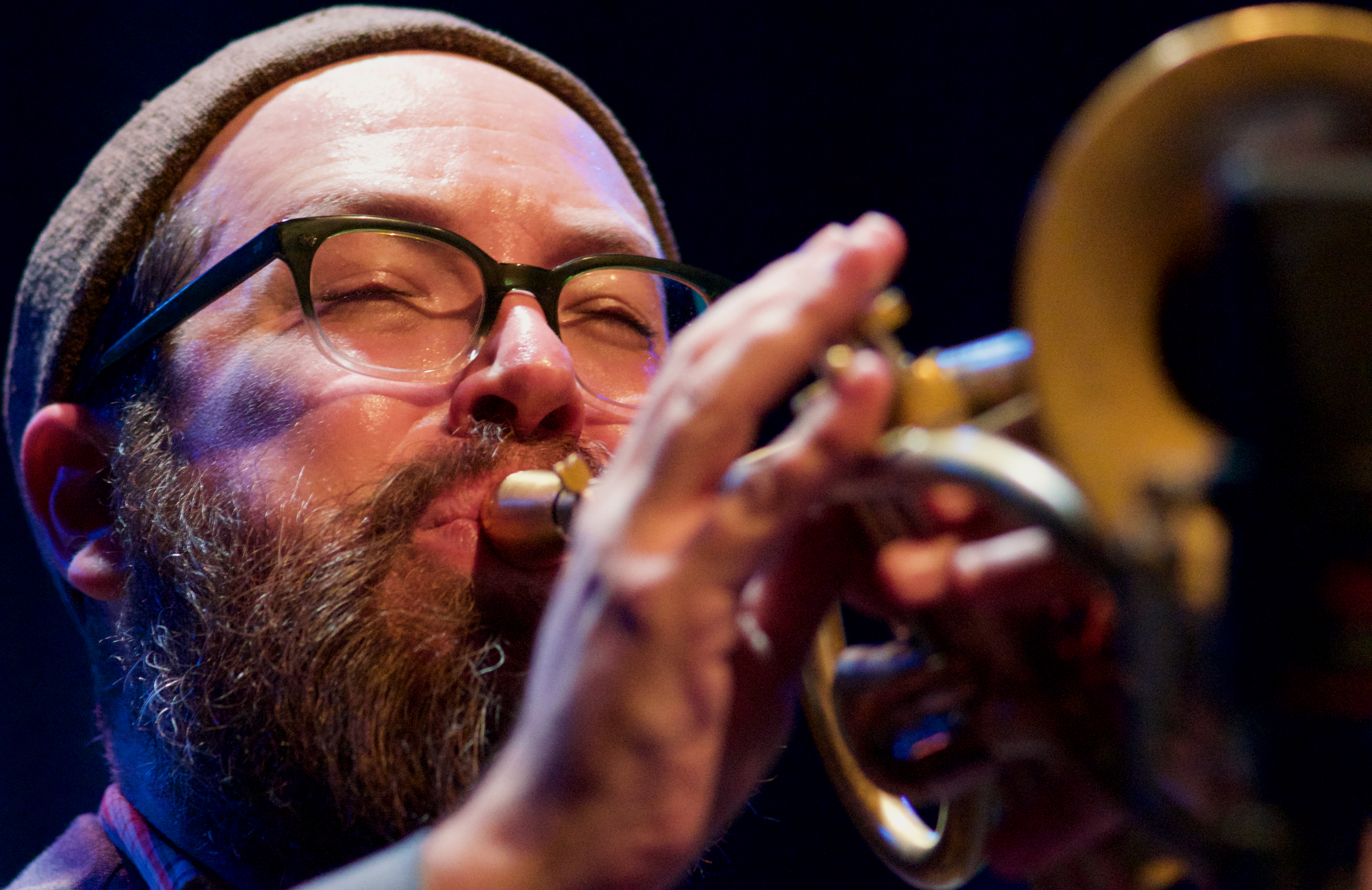
Kirk Knuffke bei einem Auftritt im Bimhuis Amsterdam 2016

- Per Møllehøj, Kirk Knuffke, Thommy Andersson: ’S Wonderful (Stunt Records STUCD21102)[3]

1. Beale Street Blues (W. C. Handy) 3:59
2. Elisabeth Town (Kirk Knuffke) 4:17
3. Same But Different (Per Møllehøj) 5:29
4. Just Squeeze Me (Duke Ellington, Lee Gaines) 2:43
5. 'S Wonderful (George Gershwin, Ira Gershwin) 3:17
6. Can't See for Looking (Kirk Knuffke) 5:01
7. First Draft (Per Møllehøj) 7:26
8. St. Louis Blues (W. C. Handy) 4:02
9. A Brother and a Sister (Per Møllehøj) 4:29

## Rezeption
Nach Ansicht von Peter Füssl, der das Album in der österreichischen Kulturzeitschrift rezensierte, sei es ein echter Spaß, den drei Musikern zuzuhören, einfach einmal jenseits großer intellektueller Ansprüche klar strukturierten, gut getimten und exzellent interpretierten Old-Time-Jazz zu hören, der völlig unprätentiös und dafür umso glaubwürdiger daherkomme. Allerdings habe man es hier keineswegs mit nostalgisch veranlagten Traditionalisten zu tun, was sich unterschwellig natürlich im äußerst gelassenen Umgang mit den Evergreens und in den feingesponnen Interaktionen niederschlage.
Knuffke sei der Meinung, dass Dixieland-Musik eine direkte Verbindung zur freien Improvisation habe, schrieb Derek Ansall im Jazz Journal, und diese Veröffentlichung biete die Plattform für seine Idee. Knuffke sei ein bemerkenswerter Kornettist mit einem großartigen, robusten Sound, den er effektiv in seinen improvisierten Stilen einsetze und seinen Linien einen polierten, lyrischen Fluss verleihe.
Das Titelstück swinge wie erwartet und man könne sogar eine entfernte Erinnerung an den Clairon-Stil von Digby Fairweather heraushören, meinte Peter Vacher (Jazzwise). Knuffke habe die nötige Beherrschung und, genauer gesagt, die kreative Haltung, um die volle Ausdrucksbreite des Kornetts auszuschöpfen, die sich über die oberen und unteren Register erstreckt; er betont den „sehr einzigartigen Ensemble-Sound“ der Gruppe und er habe damit Recht. Diese sei wunderbare Musik.
Für die drei Musiker seien Klassiker wie die von W. C. Handy oder Duke Ellington der „Ausgangspunkt für dezent moderne Variationen des Themas „Swing im kleinen Kreis“, humorvoll mit Anlehnungen an Lester Bowie, Ray Anderson oder auch Chet Baker,“ meint Ralf Dombrowski in seiner Besprechung des Albums für Jazz thing. „Wundervoll“ solle das Album ja dem Titel nach sein, „poetisch, unterhaltsam, kommunikativ ist es geworden, ein Programm voller Gegenwart des Vergangenen.“